# Europe’s Strongest Man
Europe’s Strongest Man (auf Deutsch: Europas Stärkster Mann) ist ein Strongman-Wettbewerb, der seit 1980 ausgetragen wird. Der Wettkampf findet einmal jährlich in verschiedenen Orten in Europa statt. Berechtigt zur Teilnahme sind ausschließlich europäische Strongman-Athleten. Mariusz Pudzianowski ist der derzeitige Rekordsieger mit sechs gewonnenen Titeln. Seit 2010 wird der Europe’s Strongest Man Wettbewerb als ein Grand Prix Event der Giants-Live-Saison ausgetragen. Giants-Live-Events dienen der Qualifikation zum World’s Strongest Man. Die Top drei Platzierungen des Europe’s Strongest Man qualifizieren sich für den World’s Strongest Man.

## Ergebnisse
| Jahr | Gewinner                   | 2. Platz                                 | 3. Platz                    | Austragungsort                 |
| ---- | -------------------------- | ---------------------------------------- | --------------------------- | ------------------------------ |
| 2025 | Luke Richardson            | Paddy Haynes                             | Mateusz Kieliszkowski       | Leeds, England                 |
| 2024 | Luke Stoltman              | Aivars Šmaukstelis                       | Oleksii Novikov             | Leeds, England                 |
| 2023 | Pavlo Kordiyaka            | Oleksii Novikov                          | Aivars Šmaukstelis          | Leeds, England                 |
| 2022 | Oleksii Novikov            | Luke Stoltman                            | Konstantine Janashia        | Leeds, England                 |
| 2021 | Luke Stoltman              | Oleksii Novikov                          | Graham Hicks                | Leeds, England                 |
| 2020 | Luke Richardson            | Adam Bishop                              | Ervin Toots                 | Harrogate, England             |
| 2019 | Hafþór Júlíus Björnsson    | Mateusz Kieliszkowski                    | Konstantine Janashia        | Leeds, England                 |
| 2018 | Hafþór Júlíus Björnsson    | Konstantine Janashia                     | Mateusz Kieliszkowski       | Leeds, England                 |
| 2017 | Hafþór Júlíus Björnsson    | Eddie Hall                               | Terry Hollands              | Leeds, England                 |
| 2016 | Laurence Shahlaei          | Hafþór Júlíus Björnsson & Johannes Arsjo | Eddie Hall                  | Leeds, England                 |
| 2015 | Hafþór Júlíus Björnsson    | Krzysztof Radzikowski                    | Mark Felix & Dainis Zageris | Leeds, England                 |
| 2014 | Hafþór Júlíus Björnsson    | Johannes Arsjo                           | Graham Hicks                | Leeds, England                 |
| 2013 | Žydrūnas Savickas          | Vytautas Lalas                           | Krzysztof Radzikowski       | Leeds, England                 |
| 2012 | Žydrūnas Savickas          | Vytautas Lalas                           | Laurence Shahlaei           | Leeds, England                 |
| 2011 | keine Durchführung         |                                          |                             |                                |
| 2010 | Žydrūnas Savickas          | Terry Hollands                           | Mark Felix                  | Wembley Arena, London, England |
| 2009 | Mariusz Pudzianowski       | Krzysztof Radzikowski                    | Mateusz Baron               | Bartoszyce, Polen              |
| 2008 | Mariusz Pudzianowski       | Grzegorz Szymański                       | Sławomir Toczek             | Szczecinek, Polen              |
| 2007 | Mariusz Pudzianowski       | Stoyan Todorchev                         | Sebastian Wenta             | Łódź, Polen                    |
| 2006 | keine Durchführung         |                                          |                             |                                |
| 2005 | Jarek Dymek                | Janne Virtanen                           | Michael Starov              | Płock, Polen                   |
| 2004 | Mariusz Pudzianowski       | Tomasz Nowotniak                         | Žydrūnas Savickas           | Jelenia Góra, Polen            |
| 2003 | Mariusz Pudzianowski       | Jarek Dymek                              | Raimonds Bergmanis          | Sandomierz, Polen              |
| 2002 | Mariusz Pudzianowski       | Jarek Dymek                              | Svend Karlsen               | Gdynia, Polen                  |
| 2001 | Svend Karlsen              | Janne Virtanen                           | Magnus Samuelsson           | Helsinki, Finnland             |
| 2000 | Berend Veneberg            | Magnus Samuelsson                        | Jarek Dymek                 | Sevenum, Niederlande           |
| 1999 | Jouko Ahola                | Regin Vagadal                            | Magnus Samuelsson           | Färöer                         |
| 1998 | Jouko Ahola                | Magnús Ver Magnússon                     | Svend Karlsen               | Finnland                       |
| 1997 | Riku Kiri                  | Magnús Ver Magnússon                     | Berend Veneberg             | Niederlande                    |
| 1996 | Riku Kiri                  | Heinz Ollesch                            | Magnús Ver Magnússon        | Finnland                       |
| 1995 | Riku Kiri                  | Jouko Ahola                              | Magnús Ver Magnússon        | Deutschland                    |
| 1994 | Magnús Ver Magnússon       |                                          |                             |                                |
| 1994 | Manfred Höberl             | Magnús Ver Magnússon                     | Gary Taylor                 | Frankreich                     |
| 1993 | Manfred Höberl             | Gary Taylor                              | Magnús Ver Magnússon        | Norwegen                       |
| 1992 | Magnús Ver Magnússon       | Gary Taylor                              | Jamie Reeves                | Dänemark                       |
| 1992 | Ted van der Parre          | Magnús Ver Magnússon & Jamie Reeves      | Gary Taylor                 | Dänemark                       |
| 1992 | László Fekete              | Ilkka Nummisto                           | Markku Suonenvirta          |                                |
| 1991 | Gary Taylor / Forbes Cowen | Jamie Reeves                             | Ted Van Der Parre           | England                        |
| 1990 | Henning Thorsen            | Ted Van Der Parre                        | Mark Higgins                | Dänemark                       |
| 1989 | Jamie Reeves               | Mark Higgins                             | Jón Páll Sigmarsson         | Island                         |
| 1988 | Jamie Reeves               | Jón Páll Sigmarsson                      | Mark Higgins                | Niederlande                    |
| 1987 | Ab Wolders                 | Geoff Capes                              | Jón Páll Sigmarsson         | Niederlande                    |
| 1986 | Jón Páll Sigmarsson        |                                          |                             | Portugal                       |
| 1985 | Jón Páll Sigmarsson        |                                          |                             | Island                         |
| 1984 | Geoff Capes                | Ab Wolders                               | Rudolf Küster               | Marken, Niederlande            |
| 1983 | Simon Wulfse               | Geoff Capes                              | Jón Páll Sigmarsson         | Niederlande                    |
| 1982 | Geoff Capes                | Simon Wulfse                             | Roger Ekstrom               | Amsterdam, Niederlande         |
| 1981 | Lars Hedlund               | Geoff Capes                              |                             | Schweden                       |
| 1980 | Geoff Capes                | Richard Slaney                           | Vincenz Hortnagl            | London, England                |

Quellen: davidhorne-gripmaster.com, shop.builder.hu und giants-live.com